# 新発田市

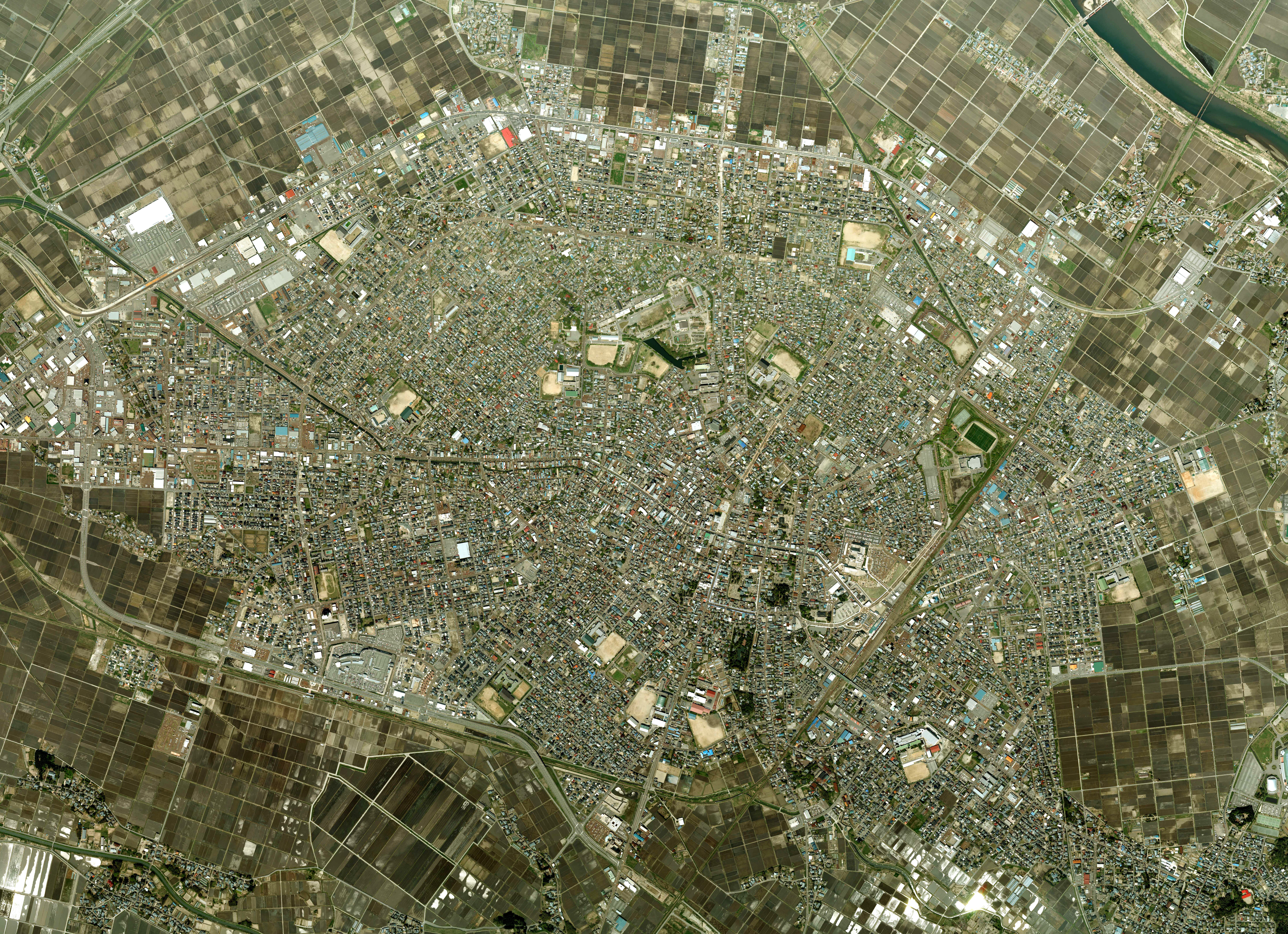
新発田市中心部周辺の空中写真。
2009年4月30日撮影の39枚を合成作成。。

新発田市（しばたし）は、新潟県の下越地方にある市。1947年（昭和22年）、県内では6番目に市制施行。

## 概要

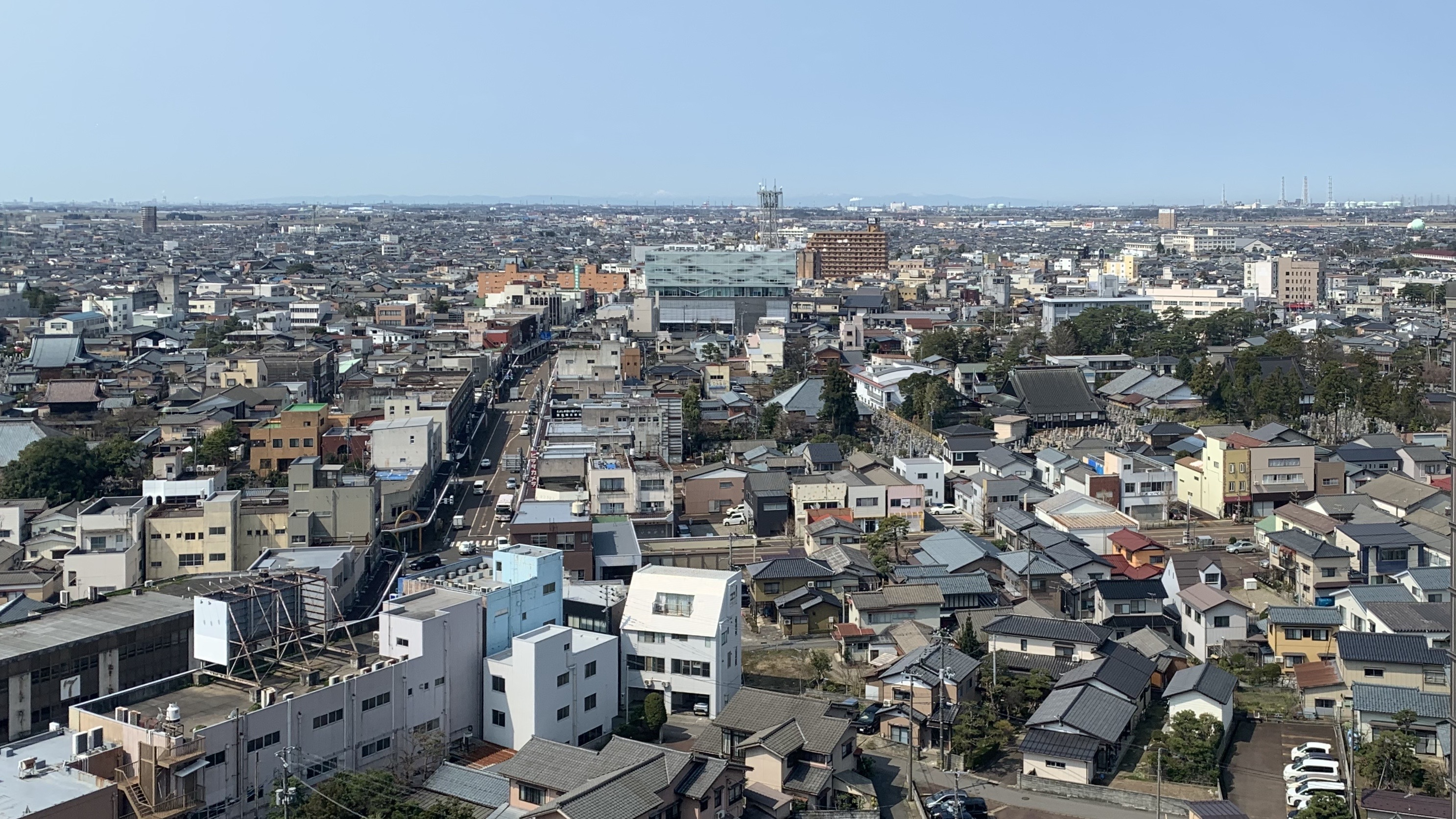
新潟県立新発田病院から望む新発田市街（2020年3月）

越後平野の北部に位置する新潟県の北部の中核都市。市北西部には日本海に面した白砂浜海岸が広がり、東部には飯豊山、二王子岳などの山々がそびえ、街からその姿を望むことができる。またこの地では加治川などを水源とした水田が広がっており、県下有数の良質な米（コシヒカリ）の産地としても知られる。
新発田藩の城下町として栄えた市街地は新発田城を代表とする歴史的建築物が多数あり、今も城下町当時の区割りや道、新発田川などの水路がかつての姿をとどめている。明治から戦前にかけては軍都として、戦後は県北部の商業都市として発展した。その昭和の頃の面影を色濃く残す旧公設鮮魚市場や各商店街といった建物や街並みも多く残り、風情ある街にもなっている。
こうした歴史を背景に、新発田の市民は2004年（平成16年）の新発田城三階櫓・辰巳櫓の復元をはじめとする街の景観保存維持に対する関心が非常に高く、市民自ら熱心に取り組んでいる。
市章には新発田藩主・溝口家の家紋「溝口菱」（掻摺菱、五階菱とも）をそのまま用いている。
新潟市への通勤率は16.6%（平成22年国勢調査）。

## 地理

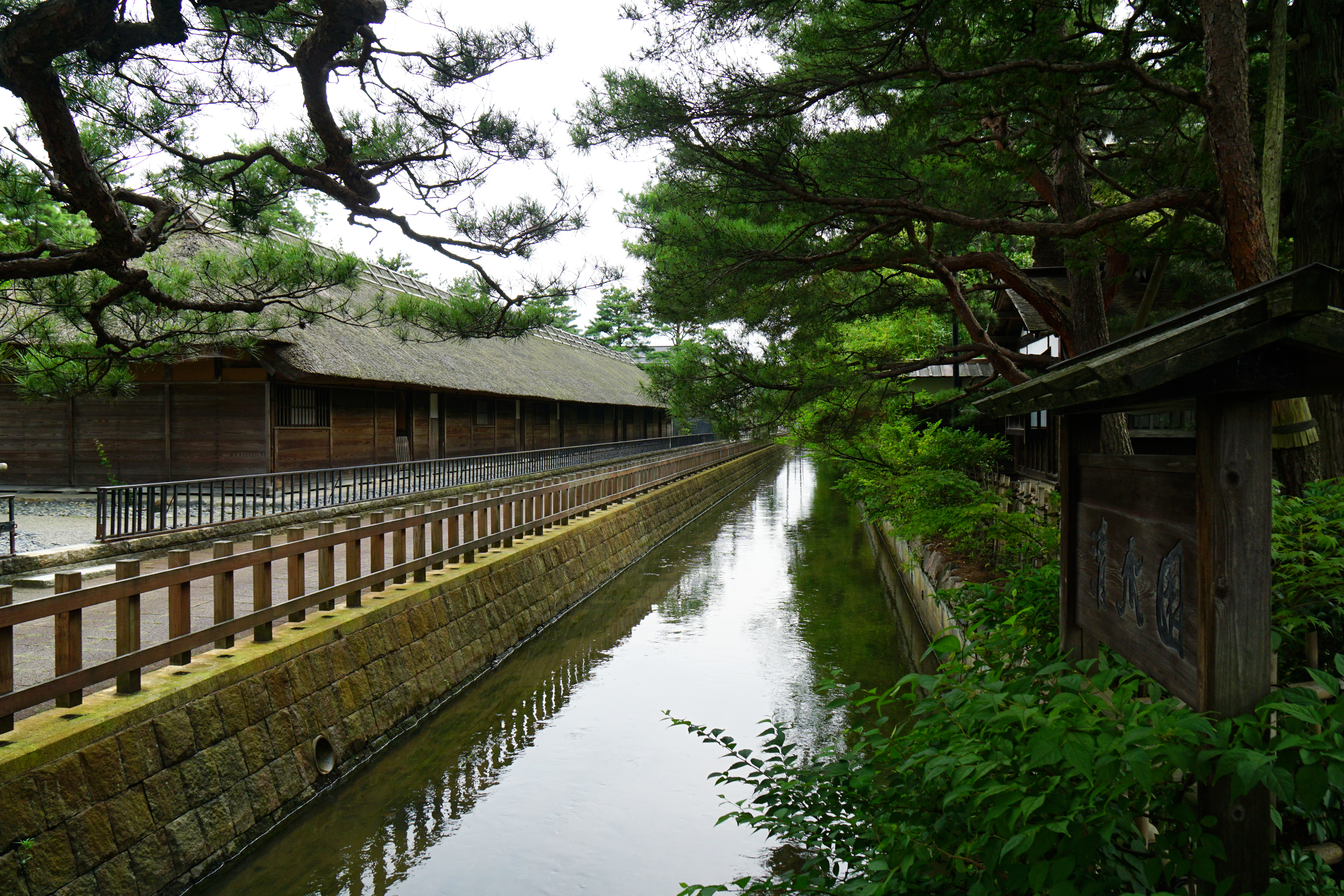
城下町の市街地を流れる新発田川

- 山: 大日岳、北股岳、二王子岳、大峰山（櫛形山脈）、焼峰山
- 河川: 加治川、落堀川、新発田川、中田川
- 湖沼: 升潟

### 気候
市全域が国から豪雪地帯の指定を受けるが、特別豪雪地帯には指定されていない。県の観測によれば、市街地の新栄町における年累計降雪量および最深積雪の1994-2019年度の平均値はそれぞれ244 cm、48 cmであり、新潟市中央区美咲町の131 cm、30 cmと比べてやや多い。一方、山間部の赤谷では最深積雪が2 mを超える年もある。
| 赤谷（1991年 - 2020年）の気候      | 赤谷（1991年 - 2020年）の気候 | 赤谷（1991年 - 2020年）の気候 | 赤谷（1991年 - 2020年）の気候 | 赤谷（1991年 - 2020年）の気候 | 赤谷（1991年 - 2020年）の気候 | 赤谷（1991年 - 2020年）の気候 | 赤谷（1991年 - 2020年）の気候 | 赤谷（1991年 - 2020年）の気候 | 赤谷（1991年 - 2020年）の気候 | 赤谷（1991年 - 2020年）の気候 | 赤谷（1991年 - 2020年）の気候 | 赤谷（1991年 - 2020年）の気候 | 赤谷（1991年 - 2020年）の気候 |
| 月                                 | 1月                           | 2月                           | 3月                           | 4月                           | 5月                           | 6月                           | 7月                           | 8月                           | 9月                           | 10月                          | 11月                          | 12月                          | 年                            |
| ---------------------------------- | ----------------------------- | ----------------------------- | ----------------------------- | ----------------------------- | ----------------------------- | ----------------------------- | ----------------------------- | ----------------------------- | ----------------------------- | ----------------------------- | ----------------------------- | ----------------------------- | ----------------------------- |
| 降水量 mm （inch）                 | 384.8 (15.15)                 | 261.3 (10.287)                | 223.3 (8.791)                 | 175.7 (6.917)                 | 149.0 (5.866)                 | 192.7 (7.587)                 | 345.1 (13.587)                | 250.5 (9.862)                 | 202.7 (7.98)                  | 240.0 (9.449)                 | 376.4 (14.819)                | 450.6 (17.74)                 | 3,252 (128.031)               |
| 平均降水日数 （≥1.0 mm）           | 26.0                          | 21.5                          | 20.8                          | 14.8                          | 12.9                          | 12.6                          | 15.7                          | 12.7                          | 14.3                          | 16.3                          | 20.2                          | 24.8                          | 212.6                         |
| 出典1：Japan Meteorological Agency |                               |                               |                               |                               |                               |                               |                               |                               |                               |                               |                               |                               |                               |
| 出典2：気象庁                      |                               |                               |                               |                               |                               |                               |                               |                               |                               |                               |                               |                               |                               |

### 隣接している自治体・行政区
新潟県
- 新潟市（北区）
- 阿賀野市
- 胎内市
- 北蒲原郡聖籠町
- 東蒲原郡阿賀町

福島県
- 喜多方市
  - 飯豊山の稜線の登山道が福島県喜多方市となっているため。

山形県
- 西置賜郡小国町

## 地域・市街地構成
市域は中心となる本庁地区に、戦後に編入した旧自治体をベースとする11の地区を加えた計12の地区から成る。また、都市計画マスタープランではこれと異なる10の地域設定が行われている。
本庁地区の中心街は、新発田駅前から西へ伸びる道路沿いに1km以上に渡って片持ちアーケードが設置されており、この通りが事実上メインストリートとなっている。かつてはこの通り沿いに百貨店（ハヤカワ）や大型商業施設（ダイエーカネダイ新発田店、ジャスコ新発田店）が存在していたが、1980年代末から1990年代にかけて郊外移転・閉店が相次ぎ、空洞化が進行した。一方で新新バイパスから続く新発田バイパスや新発田南バイパス沿いには郊外型商業施設の出店が相次ぎ、1998年（平成10年）オープンのコモタウンや2005年（平成17年）オープンのイオンモール新発田が代表的である。こうした開発に合わせて市街地も大きく広がり（DID面積は1980年（昭和55年）5.50km2→2010年（平成22年）9.49km2）、これらのバイパスの内側では2010年代に入ってからも宅地開発が続いている。
こうしたドーナツ化現象への対策として様々な取り組みが行われており、2006年11月には県立新発田病院が駅前の大倉製糸新発田工場跡に移転され、2016年には図書館を核とする駅前複合施設「イクネスしばた」、2017年にはオープンスペースを有する市役所新庁舎「ヨリネスしばた」が相次いで開設された。なお、市役所は従来北側の旧武家地に位置していたものを旧町人地（現在のメインストリート）に移した形である。

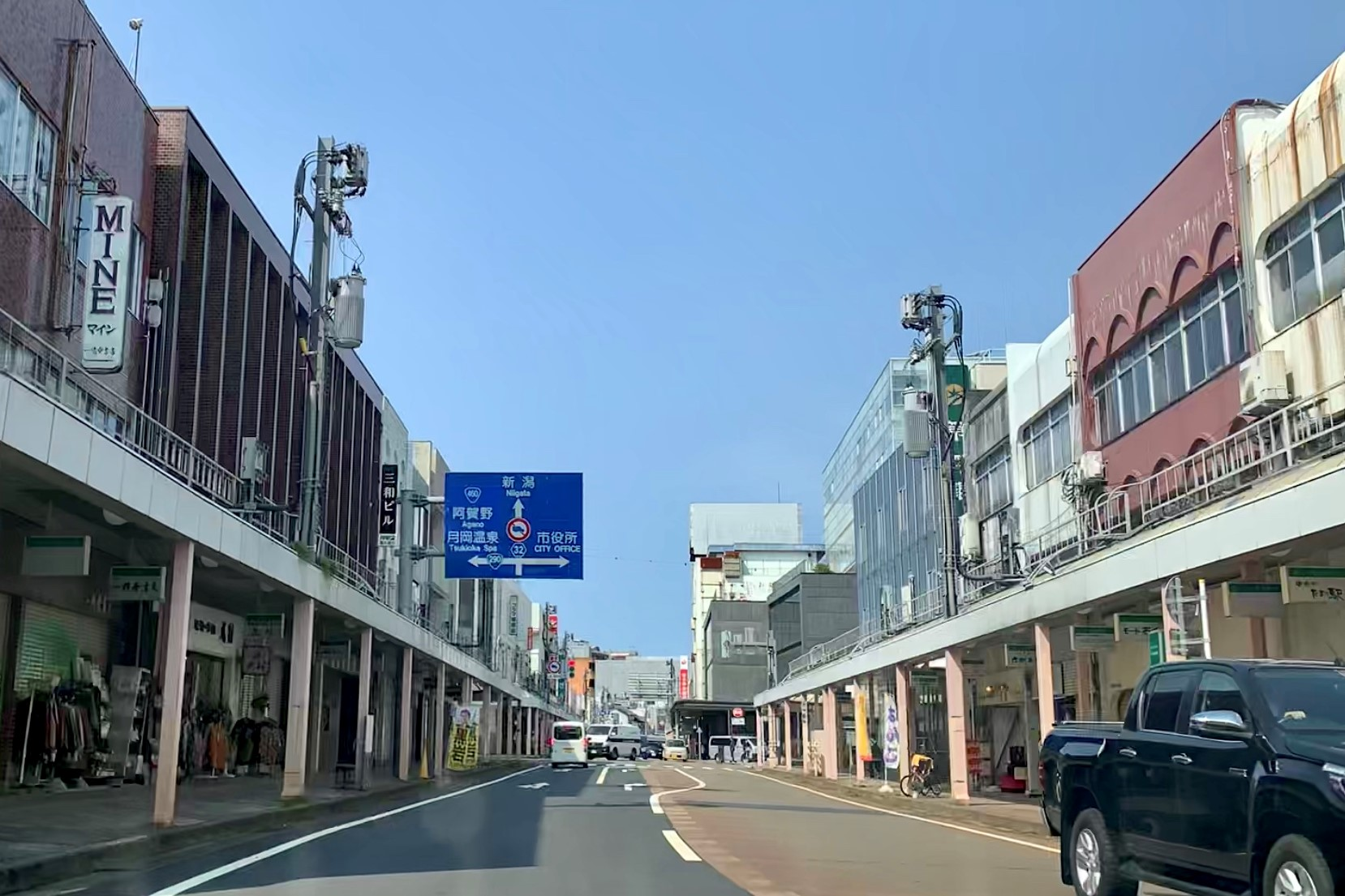
新発田駅前から1 km以上続くアーケード
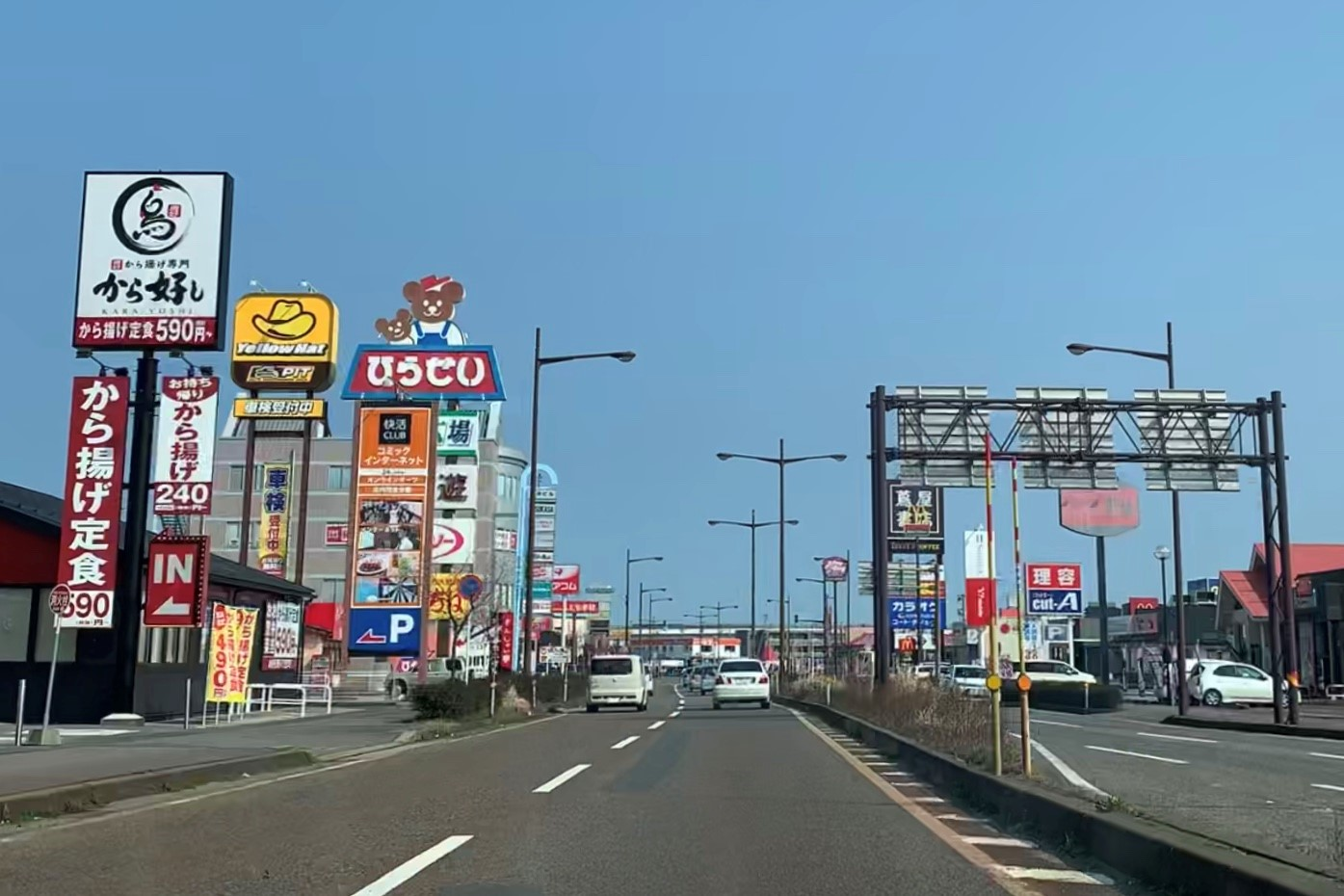
新発田南バイパス沿いのロードサイド店舗群

## 地名

### 市名の由来
「新発田」の由来には諸説ある。
- 荒地を開墾してできた新田「新開発田」の転訛とする説[11]。なお、この説の補強論・背景として、江戸時代中期には紫雲寺潟新田が開発されるなど、穀倉地帯として発展した北陸・東北地方の歴史があるためである。
- 潟湖に接する「州端(すばた)」を由来とする説[11]
- アイヌ語で「鮭が取れる所」を意味する「シビタ」を由来とする説[11]
- 諏訪神社の社田「諏訪田(すわた)」を由来とする説[要出典]

「新発田」という地名は、享徳3年（1454年）の中条房資記録
。
など、室町時代から見られる。
「新発田」という表記に対する推察の一つとして、「しばた」に対する当時の現地発音が「シンバッタ」またはそれに類する発音であり、それに沿って「新発田」の字が当てられたのでは、といったものがある。
なお、「新発田」を発音する上でのアクセントは標準語では「し」に置かれるが、地元では2文字目の「ば」に置かれることもある（これは白根、燕、新井など県内の3文字地名で多く見られるパターンである）。

### 漢字の表記

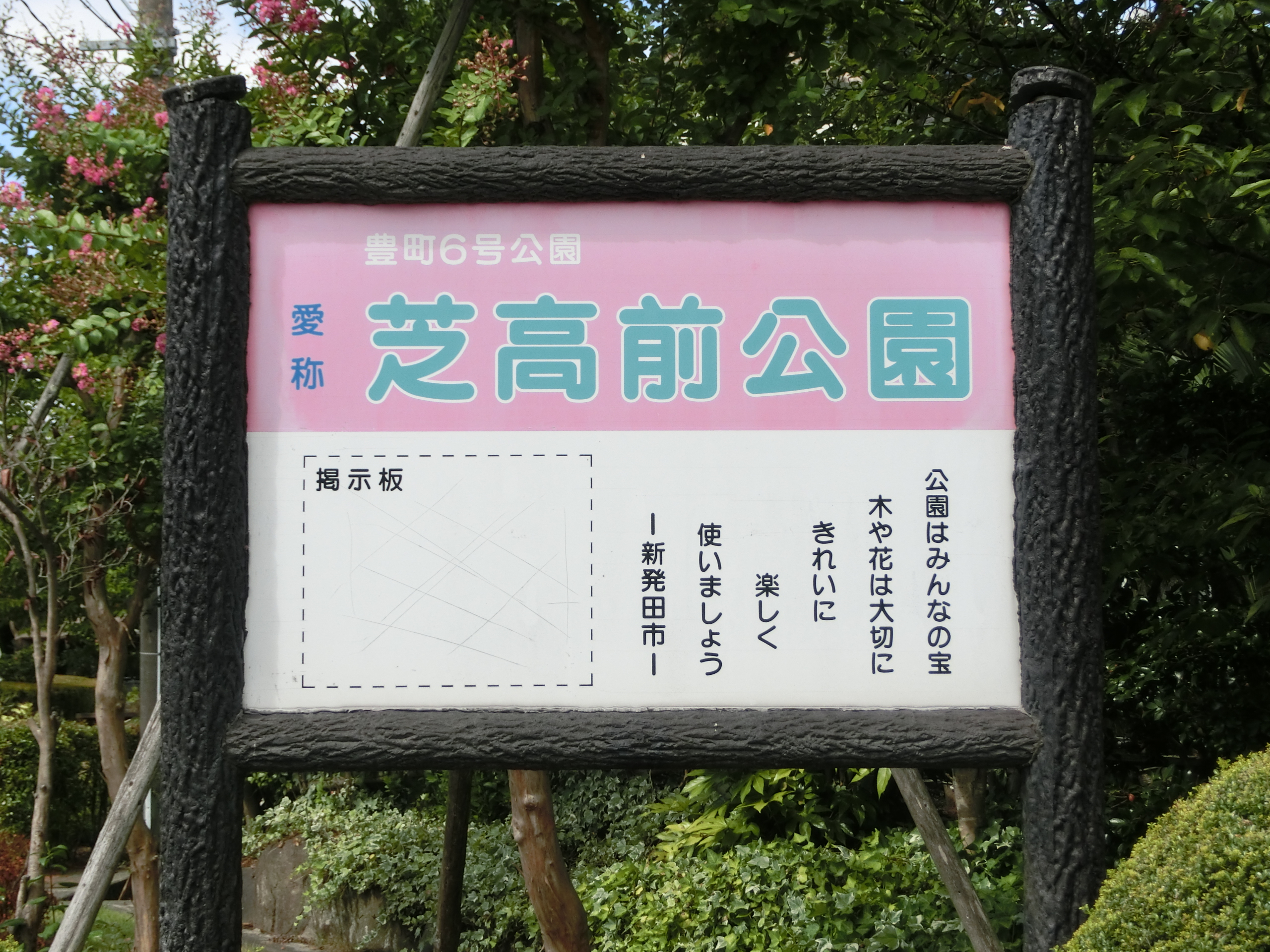
「新発田高校」前にある「芝高」前公園の看板

「新発田」を略して「芝田」と書く慣例がみられ、一例として新発田高校は「芝高」と略されることがある。このほか新発田駅を「芝田駅」、新発田農高を「芝農」などと記すケースがままある（現在でも目にできる例として、新津駅近くにある「新津市鉄道資料館」の赤谷線コーナーに「赤谷線鉄道唱歌」の歌詞が展示されているがその中に「汽笛一声芝田駅 はや我が汽車は離れたり」と書かれている）。
寛政7年（1795年）に京都の医師橘南谿が著した紀行文『東遊記』には「芝田城下」の記述がある。
新聞・テレビなど県内の各メディアも1980年代半ばまではこの慣例に倣っていたものの（特に「芝農」は、同校がスポーツ等で実績を挙げていたことから多用されていた）、地元住民などから「本来の地名には存在しない字を使って、地名を略して記すのは如何なものか」と疑問が寄せられるなどしたため、こうした記述は徐々に淘汰されていった。

## 歴史

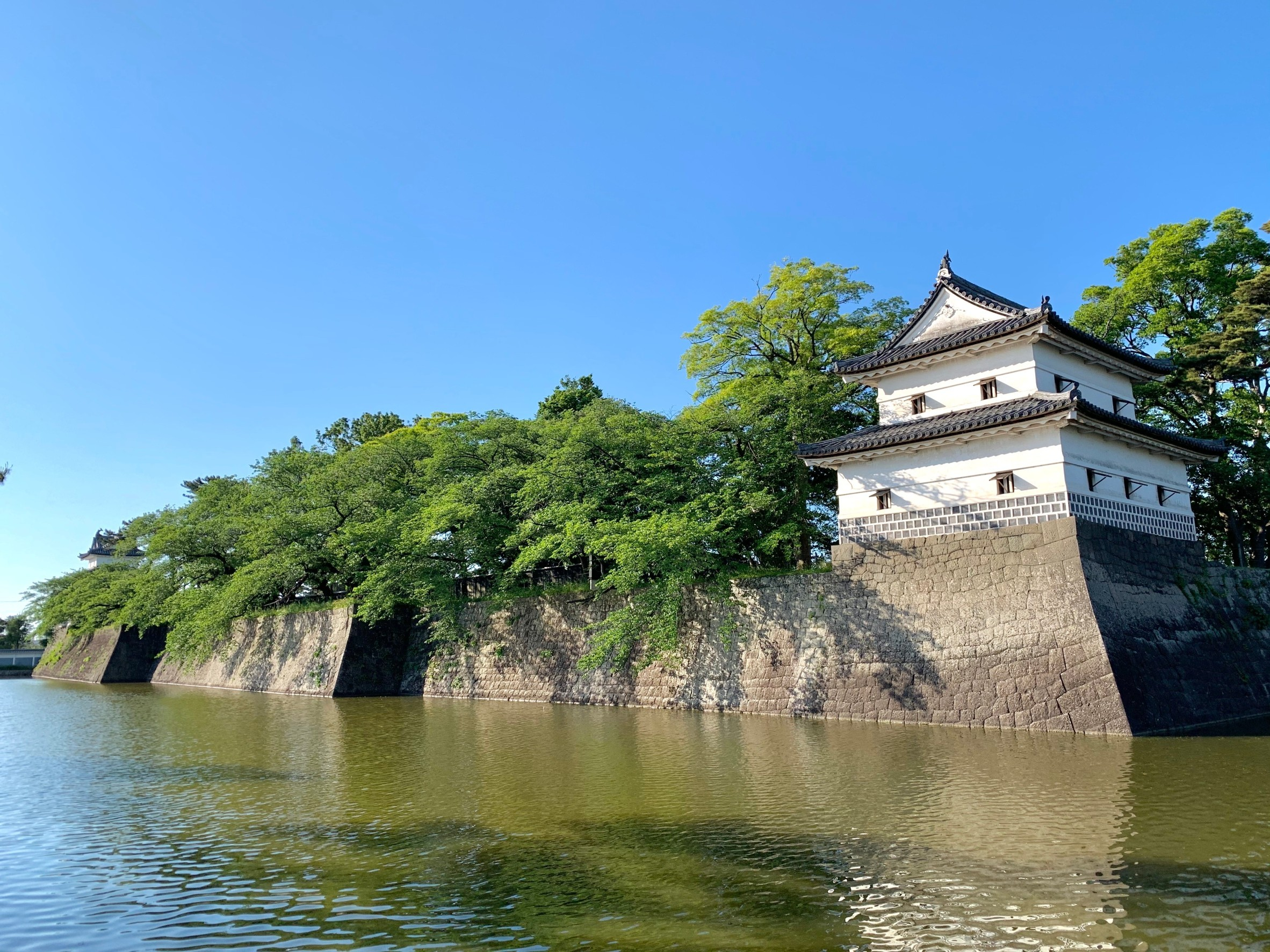
新発田城二の丸隅櫓（国の重要文化財）

阿賀野川・信濃川の流域に拓けたこの地域は、中世には佐々木氏の傍系・新発田氏が領し、この地を流れる新発田川の流域にその水運を生かして城が築かれた。
慶長3年（1598年）、豊臣家の家臣であった溝口秀勝が6万石の所領を得てこの地に移封され、以後幕末まで新発田藩は溝口氏が治め、新発田城の城下町として発展していくことになる。城下では武家町・町人町・寺町などの特徴的な町が形成され、また周辺地域では新田開発によって低湿地の耕地化が進められた。
明治4年7月14日（1871年8月29日）の廃藩置県で新発田県が設置されたが、まもなく新潟県に編入。1878年（明治11年）の郡区町村編制法で阿賀野川以北の地域（阿賀北地域）一帯が北蒲原郡とされると、その郡役所が新発田本村に置かれ、新発田は阿賀北地域の中心地として発展していった。1873年（明治6年）に廃城となった新発田城の跡地には陸軍の歩兵第16連隊が置かれ、以降、明治から終戦までこの町は軍隊の町としての性格を強めた（これは戦後も陸上自衛隊新発田駐屯地として残り、現在に至っている。）。
市制が施行され「新発田市」となったのは、第2次世界大戦後、1947年（昭和22年）のことである。

### 沿革
- 1875年（明治8年）8月：外城村、小路村、鍛冶上町、下町が合併し、五十公野村となる。
- 1875年（明治8年）10月：松岡村と松岡新田が合併し、松岡村となる。
- 1876年（明治9年）8月：合併により滝谷村と下寺内村が発足。

| 滝谷村   | 滝谷村、常磐岡新田 |
| 下寺内村 | 下楯新村、下寺内村 |

- 1877年（明治10年）11月：浦村新田が浦村となる。
- 1886年（明治19年）2月：砂山村と飯島新田地先が合併し、砂山村となる。
- 1886年（明治19年）4月：浦新田と赤橋が合併し、浦新田となる。
- 1887年（明治20年）3月：上中山村と中居新田が合併し、上中山村となる。
- 1889年4月：町村制により新発田本村と新発田町が誕生

| 新発田本村 | 二ノ丸、古丸、外ヶ輪、外ヶ輪裏、三ノ丸、掛倉、七軒町、八軒町、八軒町裏、御免町、寺町、寺町裏、竹町、馬場町、同心町、古徒土町、片田町、小人町、西築地、下鉄砲町、谷町、西ヶ輪、裏町、尾ノ上町、築留、中曽根、片町、袋町、新築地、下杉縄手、菜園地 |
| 新発田町   | 東町、泉町、諏訪町、旭町、立売町、万町、上町、中町、下町、指物町、麸屋町、桶町、材木町、紺屋町、職人町、下新町、地蔵堂町、新道、広小路、上鉄砲町、清水谷、田所町、定役町                                                                         |
| 鳥興野村   | 飯島新田、太田新田、下興野村、鳥穴村、砂山村 |
| 荒川村     | 荒川村、上中山村 |
| 五十公野村 | 五十公野村、金谷村 |
| 内竹村     | 上新保村、下新保村、古寺村、江口村、上内竹村、下内竹村、丑首村、小見村、山崎村 |
| 松浦村     | 小友村、浦新田、松岡村、大崎村、八幡村、八幡新田、浦村、法正橋村、六日町新田、古開分 |
| 米倉村     | 米倉村、山内村、中々山村 |
| 赤谷村     | 上赤谷村、滝谷村 |
| 中井村     | 新井田村、中田村、小船渡村、長畑村、中谷内村、中谷内新田、桑ノ口村、道賀村 |
| 島塚村     | 東塚ノ目村、西塚ノ目村、板敷村、島潟村、西名柄村 |
| 猿橋村     | 猿橋村、船入新田、富塚村、弓越村、奥山新保村、中曽根村 |
| 大宮村     | 大友村、小戸村、宮古木村 |
| 板津村     | 板山村、上羽津村、下羽津村 |
| 石田村     | 下高岡村、敦賀村、岡田村、西姫田村、石喜新村 |
| 楠川村     | 下楠川村、南楯新村、東姫田村、田貝村、虎丸村、上楠川村、上三光村、下三光村 |
| 蔵光村     | 上石川村、中川新村、下石川村、滝村、蔵光村、北中江新村、中中江新村、下中江新村、中倉村、麓村、東宮内村、中妻村、黒岩村 |
| 菅谷村     | 菅谷村、繁山新田、小出村、上寺内村、下寺内村、横山村、上荒沢村、熊出村、溝足村、下中山村、丸市新田 |

- 1890年（明治23年）3月7日：楠川村が竹ノ俣村に名称を変更。
- 1901年（明治34年）11月1日：新発田本村と新発田町が合併し、新発田町が発足

| 鴻沼村     | 中井村、島塚村                   |
| 五十公野村 | 五十公野村、内竹村               |
| 川東村     | 大宮村、板津村、石田村、竹ノ俣村 |
| 菅谷村     | 菅谷村、蔵光村                   |
| 松浦村     | 松浦村、荒川村                   |
| 佐々木村   | 佐々木村、簑島村、鳥興野村       |
| 新発田町   | 新発田本村、新発田町             |

- 1940年（昭和15年）8月：鴻沼村を編入
- 1943年（昭和18年）5月：猿橋村を編入
- 1947年（昭和22年）1月1日：北蒲原郡新発田町が市制を施行、新発田市となる（県内では新潟市、長岡市、高田市、三条市、柏崎市についで6番目）
- 1955年（昭和30年）3月：北蒲原郡五十公野村、川東村、菅谷村、松浦村、米倉村、赤谷村を編入
- 1956年（昭和31年）3月：北蒲原郡加治川村の一部を編入

- 1959年（昭和34年）
  - 4月：北蒲原郡佐々木村を編入
  - 12月4日：新潟日赤センター爆破未遂事件
- 2003年（平成15年）7月7日：北蒲原郡豊浦町を編入。人口が9万人を超え、一時期県下4番目に人口の多い自治体となる（これ以前は柏崎市、三条市についで6番目）。
- 2005年（平成17年）5月1日：北蒲原郡紫雲寺町、加治川村を編入。人口が10万人を超える。ただし人口規模では同日に新設合併を行った三条市に次いで県下第5位となる。
- 2017年（平成29年）1月4日：市役所本庁舎を中央町4丁目から、中央町3丁目へ移転。

### 平成の大合併
2003年7月7日、北蒲原郡豊浦町を、2005年5月1日、北蒲原郡紫雲寺町、加治川村をそれぞれ編入合併した。合併後の面積は532.82km2、総人口は106,834人（2003年7月31日住民基本台帳より）となった。平成の大合併以前は県内で同規模の都市である柏崎市や三条市より遅い市制施行ということもあり後塵を拝しており、人口が県下第6位であったが、合併によって人口が柏崎市を越して県下第5位の人口を擁することとなった。その後、2007年4月1日の統計で三条市を抜き、現在は第4位の人口を擁している。

### 災害史
- 1935年（昭和10年）9月13日 - 上町から出火して延焼して大火になる。8時間にわたり燃え続け全焼戸数780戸、半焼14戸[18]。
- 1951年（昭和26年）1月 - 市内で赤痢患者が集団発生。同年4月1日までに240人が発病[19]。
- 1966年（昭和41年）7月17日 - 下越水害により加治川や支流の堤防が決壊。
- 1967年（昭和42年）8月28日 - 羽越豪雨により前年に加治川の堤防が決壊した箇所などが再度決壊[20]。

## 人口
| |                                          |  |
| 新発田市と全国の年齢別人口分布（2005年） | 新発田市の年齢・男女別人口分布（2005年） |  |
| ■紫色 ― 新発田市 ■緑色 ― 日本全国 | ■青色 ― 男性 ■赤色 ― 女性                |  |
| 新発田市（に相当する地域）の人口の推移 \| 1970年（昭和45年） \| 101,245人 \| \| \| 1975年（昭和50年） \| 99,746人 \| \| \| 1980年（昭和55年） \| 102,134人 \| \| \| 1985年（昭和60年） \| 103,552人 \| \| \| 1990年（平成2年） \| 104,499人 \| \| \| 1995年（平成7年） \| 106,563人 \| \| \| 2000年（平成12年） \| 106,016人 \| \| \| 2005年（平成17年） \| 104,634人 \| \| \| 2010年（平成22年） \| 101,202人 \| \| \| 2015年（平成27年） \| 98,611人 \| \| \| 2020年（令和2年） \| 94,927人 \| \| |                                          |  |
| 総務省統計局 国勢調査より |                                          |  |
| 1970年（昭和45年） | 101,245人                                |  |
| 1975年（昭和50年） | 99,746人                                 |  |
| 1980年（昭和55年） | 102,134人                                |  |
| 1985年（昭和60年） | 103,552人                                |  |
| 1990年（平成2年） | 104,499人                                |  |
| 1995年（平成7年） | 106,563人                                |  |
| 2000年（平成12年） | 106,016人                                |  |
| 2005年（平成17年） | 104,634人                                |  |
| 2010年（平成22年） | 101,202人                                |  |
| 2015年（平成27年） | 98,611人                                 |  |
| 2020年（令和2年） | 94,927人                                 |  |

最新の推計人口は以下のサイトを参照。
- 新潟県人口移動調査（新潟県）

## 行政

### 市長
- 二階堂馨（2010年12月1日就任、4期目）
  - 片山吉忠（前市長、1998年12月1日から3期）

## 経済

### 産業
周辺一帯では、越後平野の稲作を中心とした農業地帯が広がっている。こうしたことを背景として、産業面でも食品関連産業や酒造会社などが目につく。また、城下町で茶道が盛行された伝統もあってか、和菓子業も多い。
冬季間の農家の女性のための働き口と、同市出身者大倉喜八郎の大倉財閥の大倉製糸新発田工場（1919年創立、1981年閉業）があったこともあり繊維業・特に縫製工場が多く点在していたが、海外への仕事の流出などにより、近年では数が減ってきている。
砂丘地帯には石油資源開発の紫雲寺ガス田があり、天然ガスの地下貯蔵の役割も持っている。また、国道7号新発田バイパス沿線では2000年代まで石油の採掘が行われていた（新潟製油新発田鉱山）。
市域東部にはかつて赤谷鉱山があり、鉄などの資源が産出されていたが、1977年（昭和52年）に閉山となった（ただし石灰石は1998年まで採掘された）。赤谷には日鉄の鉄鉱山以外にも、日曹の銅鉱山や北越製紙の炭鉱があった。
1939年（昭和14年）には日曹の新発田工場が創立し、のちに大平洋金属新発田工場となり1979年（昭和54年）まで稼働した（新潟東港へ移転し跡地はカルチャーセンターとなった）。

#### 市内の主な企業
- 中古品買取・販売チェーン店、ハードオフコーポレーションの本社所在地
- 日本酒の酒蔵、菊水酒造、市島酒造、金升酒造、ふじの井酒造の本社所在地
- 凸版印刷新潟工場
- 京セラ新潟新発田工場 - 2022年3月閉鎖予定[29]。
- ブルボン新発田工場
- サトウ食品新発田工場
- 三幸製菓新発田工場
- ウオロク　スーパーマーケット、（現在本社は新潟市）
- 安田組、タンク製造会社、3年B組金八先生の加藤優のモデル企業と人物

#### 漁業
市域には漁港が1つだけ存在する。
- 松塚漁港

## 姉妹都市・提携都市

### 国内
- 加賀市（石川県）
友好都市提携（※1991年11月8日友好都市提携）：豊臣秀吉による天下平定後には1583年秀吉の家臣で、加賀大聖寺城主（4万4千石）であった溝口秀勝が越後新発田（6万6千石）に配置移封が縁で交流が開始。

- 須坂市（長野県）
姉妹都市提携：江戸時代に信州、須坂市米子出身の竹前権兵衛とその弟小八郎が紫雲寺潟の干拓工事にあたったことから、昭和60年6月16日に当時の紫雲寺町と姉妹都市提携を結ぶ。平成17年5月1日に紫雲寺町が新発田市に編入した後も、両市にある米子（よなこ・よねこ）町をはじめ全市的な交流が活発に続いている。

### 海外
- 議政府市（ウィジョンブ市）（大韓民国）
友好都市提携
- オレンジシティ市（アメリカ合衆国 アイオワ州）
姉妹都市提携
- セントジェームズ市（アメリカ合衆国 ミズーリ州）
姉妹都市提携

## 教育
食育が推進されていることが特筆され、保育園卒園までにご飯が炊け、中学校卒業までには郷土料理の小煮物を含む夕食が作れるようにという具体的な目標が掲げられている。

### 大学
- 敬和学園大学

### 高等学校
2019年10月時点では、新発田市のほか、阿賀野市や胎内市などの阿賀北地域、そして新潟市から多くの学生を集めている。
- 新潟県立新発田高等学校
- 新潟県立新発田商業高等学校
- 新潟県立新発田農業高等学校
- 新潟県立新発田南高等学校

- 新潟県立西新発田高等学校
- 新発田中央高等学校

### 中学校
- 新発田市立本丸中学校
- 新発田市立猿橋中学校
- 新発田市立佐々木中学校
- 新発田市立七葉中学校
- 新発田市立川東中学校

- 新発田市立第一中学校
- 新発田市立東中学校
- 新発田市立豊浦中学校
- 新発田市立紫雲寺中学校
- 新発田市立加治川中学校

### 小学校
- 新発田市立外ヶ輪小学校
- 新発田市立猿橋小学校
- 新発田市立東小学校
- 新発田市立御免町小学校
- 新発田市立佐々木小学校

- 新発田市立七葉小学校
- 新発田市立住吉小学校
- 新発田市立川東小学校
- 新発田市立東豊小学校
- 新発田市立二葉小学校

- 新発田市立加治川小学校
- 新発田市立豊浦小学校
- 新発田市立紫雲寺小学校

### 特別支援学校
- 新潟県立竹俣別支援学校
  - 新潟県立竹俣特別支援学校いじみの分校

### 学校教育以外の施設
- 北陸職業能力開発大学校附属新潟職業能力開発短期大学校

## 施設・生活

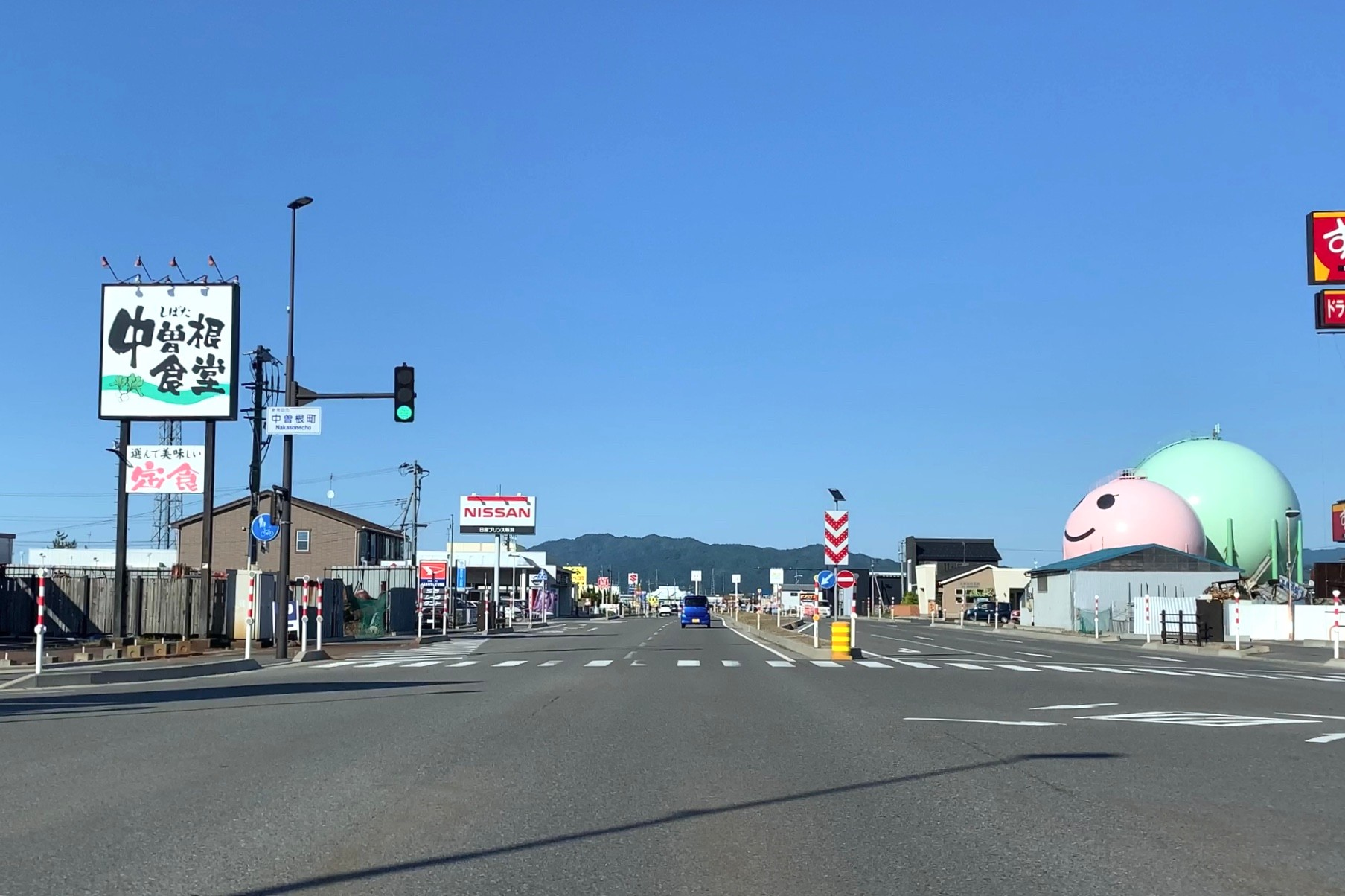
新発田ガスの「ニコタン」（右）

### 医療施設
- 新潟県立新発田病院
- 豊浦病院

### 文化施設
- 新発田市民文化会館
- 新発田市カルチャーセンター
- イクネスしばた
- 新発田市立歴史図書館

### スポーツ

#### スポーツチーム
- とらい夢ラグビーフットボールクラブブレイカーズ

#### スポーツ施設
- 新発田市五十公野公園野球場
- 新発田市五十公野公園陸上競技場（グリーンスタジアムしばた）
- NINOX SNOW PARK（ニノックス）

### 河川施設
- 加治川治水ダム（加治川水系加治川。日本最大の治水ダム。新潟県管理）
- 加治川ダム（加治川水系加治川。水力発電専用ダム。東北電力管理）
- 内の倉ダム（加治川水系内の倉川。多目的ダムで新発田市の水がめ。新潟県管理）

### ライフライン
- 東北電力ネットワーク（電気）
- 新発田ガス（都市ガス）

### 行政施設等
警察
- 新発田警察署

消防
- 新発田地域広域事務組合消防本部

市の施設
- 豊浦庁舎
- 加治川庁舎
- 紫雲寺支所

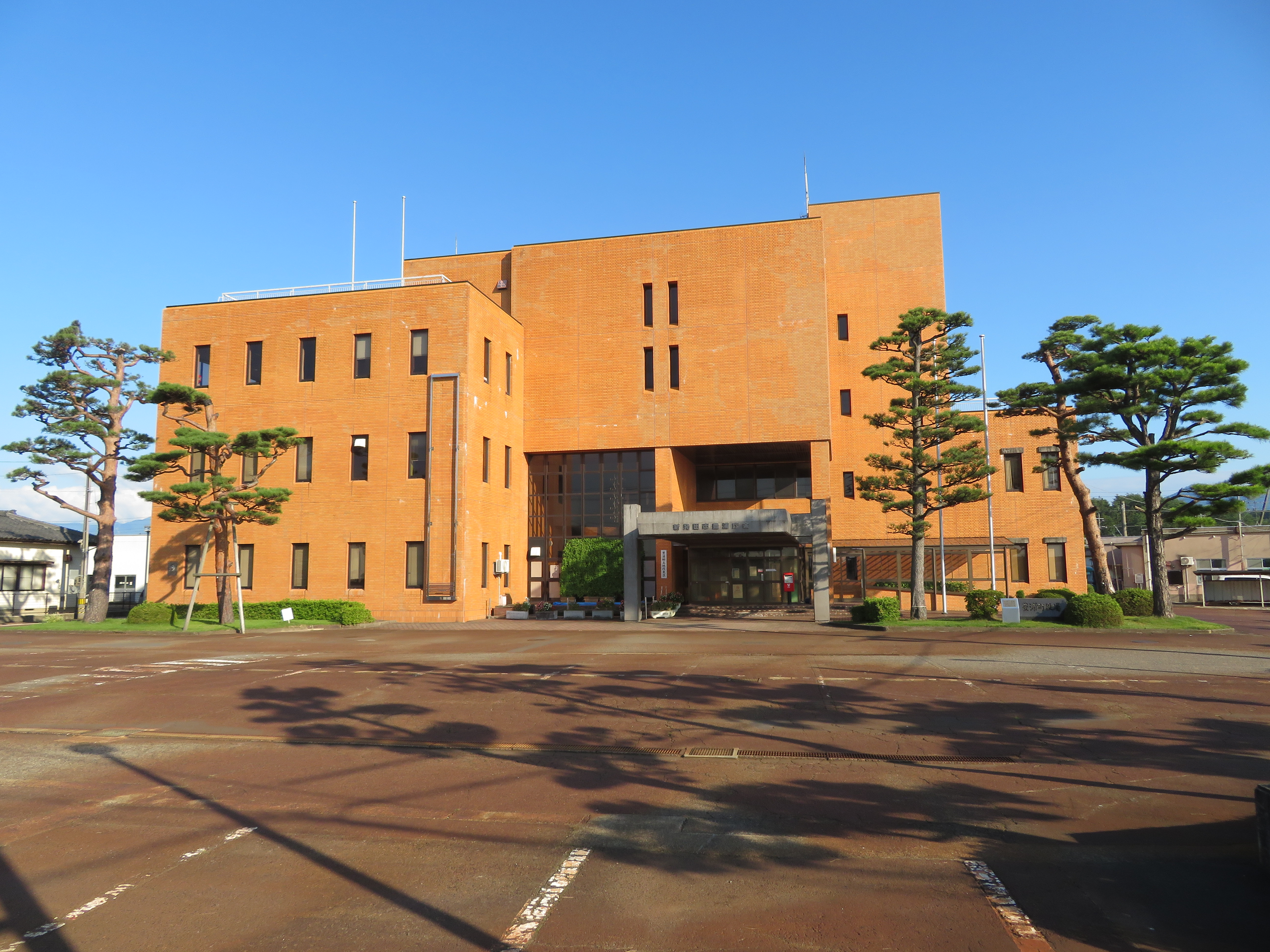
豊浦庁舎（旧豊浦町役場庁舎）
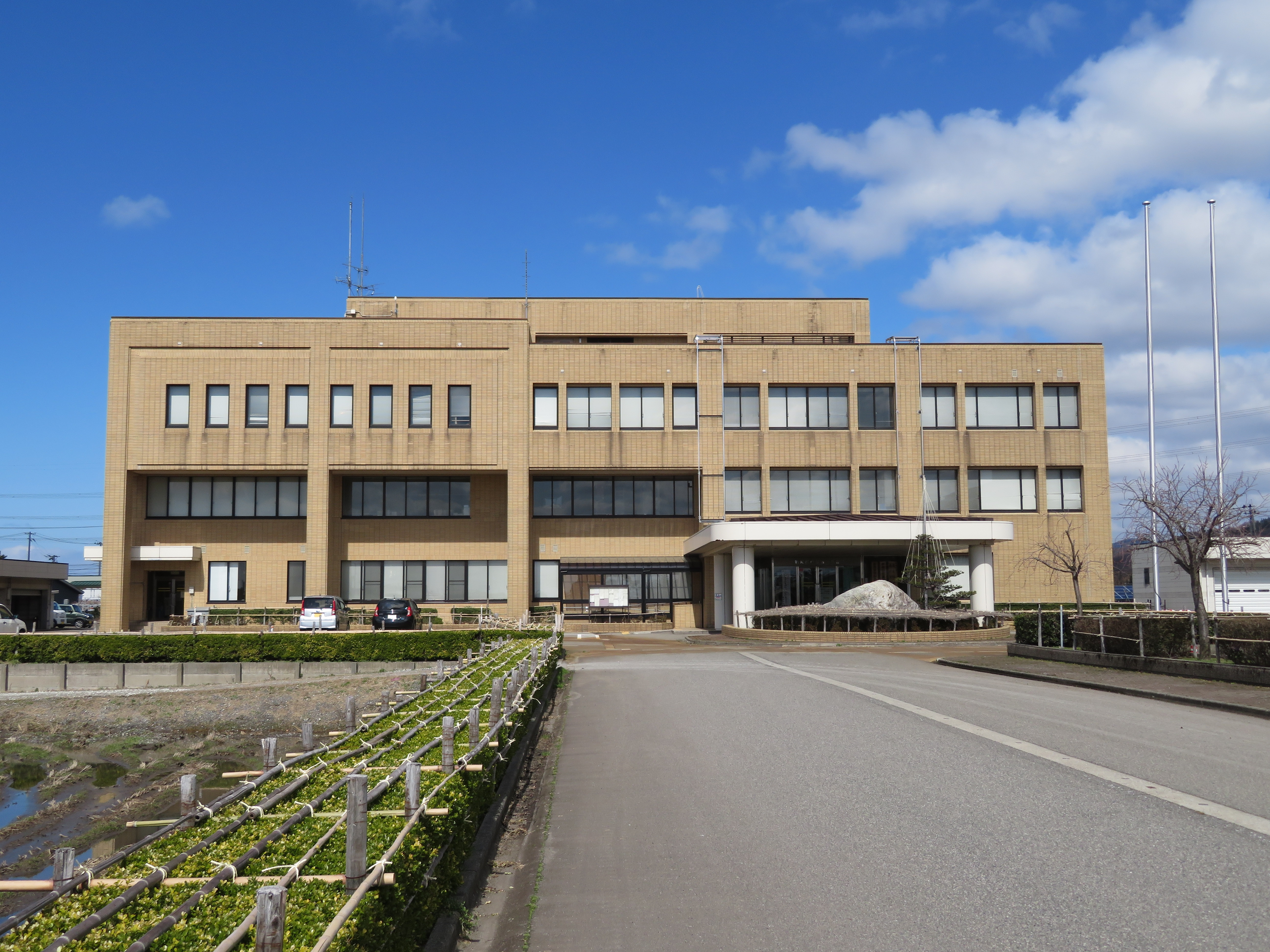
加治川庁舎（旧加治川村役場庁舎）
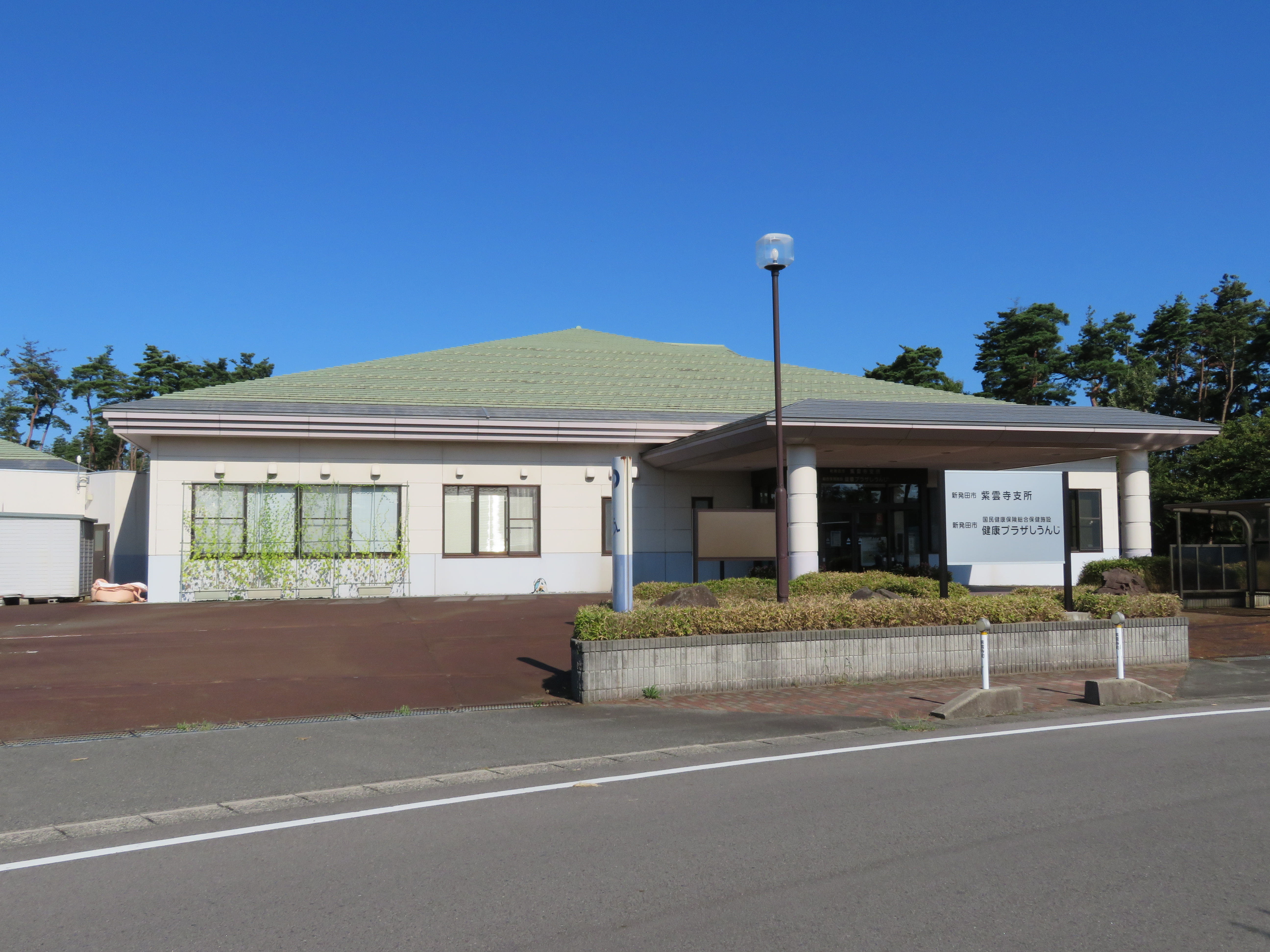
紫雲寺支所
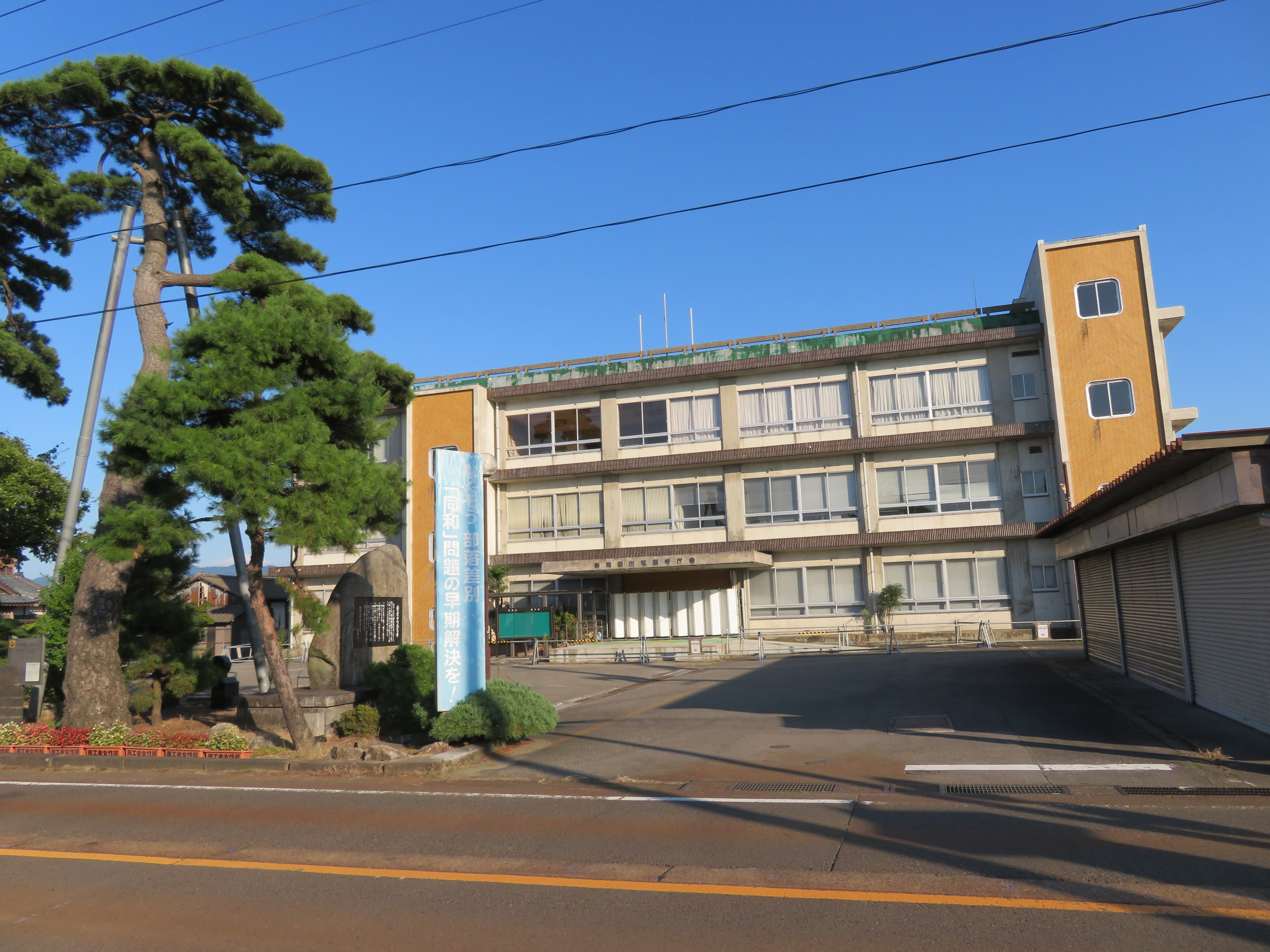
旧紫雲寺庁舎（旧紫雲寺町役場庁舎）

県の機関
- 新発田地域振興局

国の機関
- 新潟地方検察庁新発田支局
- 新潟地方法務局新発田支局
- 新発田税務署
- 新潟労働局新発田労働基準監督署
- 関東森林管理局下越森林管理署

### 裁判所
- 新潟地方裁判所新発田支部
- 新発田簡易裁判所

### 防衛施設
- 陸上自衛隊新発田駐屯地

## 交通

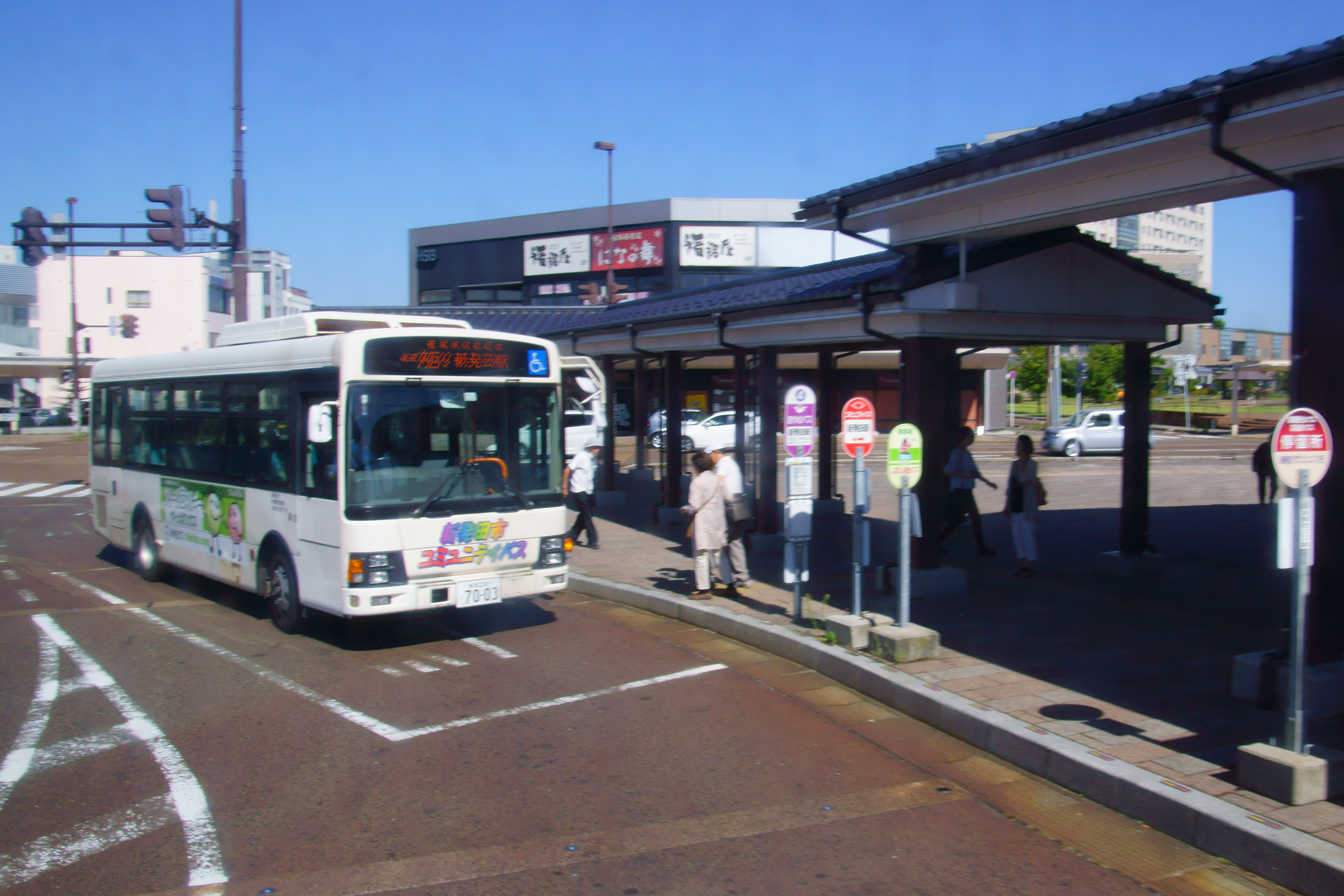
新発田駅を出発する市街地循環バス「あやめバス」

### 鉄道路線
在来線
中心駅の新発田駅は、JR羽越本線と白新線が合流する駅。市内には7つの駅がある。
- 新発田市内の鉄道路線・駅
  - 羽越本線
    - 月岡駅 - 中浦駅 - 新発田駅 - 加治駅 - 金塚駅

  - 白新線
    - 佐々木駅 - 西新発田駅 - 新発田駅

廃線

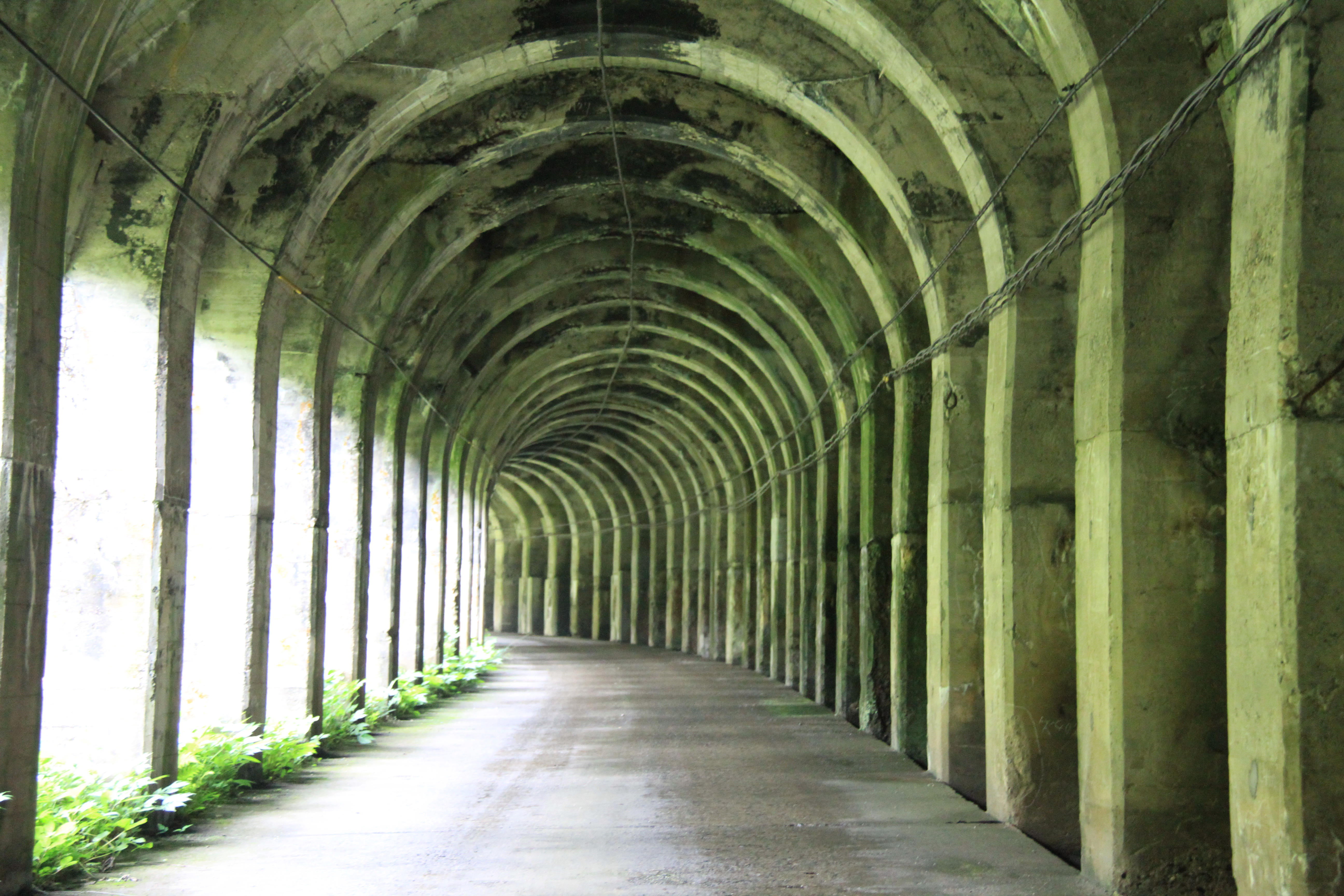
日鉄鉱業赤谷鉱業所専用鉄道に由来する新潟県道335号滝谷上赤谷線の洞門

かつては国鉄赤谷線が新発田駅〜東赤谷駅間を結んでいたが、1984年に全線廃止となっている。また、東赤谷駅からは日鉄鉱業赤谷鉱業所専用鉄道も存在した。

### バス
高速バス
泉観光バスが東京方面の路線を運行している。
一般路線バス
- 新潟交通観光バス 新発田営業所

新発田市域のバス路線図。時刻表は「新潟交通観光バス：新発田エリア」を参照。

- 新発田市コミュニティバス・あやめバス・川東コミュニティバス
- 豊浦地域コミュニティバス「本田・天王号」
- デマンド乗合タクシー「まつうら号」
- 聖籠エコミニバス

### 道路
高速道路
- 日本海東北自動車道
  - 聖籠新発田IC/BS - 加治川紫雲寺BS

一般国道
- 市内を走る一般国道（※重複区間となっている路線を除く）
  - 国道7号
    - 新新バイパス
    - 新発田バイパス

  - 国道113号
  - 国道290号
  - 国道460号
    - 新発田南バイパス

主要地方道
- 新潟県道3号新潟新発田村上線
- 新潟県道14号新発田津川線
- 新潟県道21号新発田紫雲寺線
- 新潟県道26号新発田豊栄線
- 新潟県道32号新発田停車場線
- 新潟県道54号中条紫雲寺線
- 新潟県道60号住吉上館線

一般県道
- 新潟県道202号米倉板山新発田線
- 新潟県道264号豊栄天王線
- 新潟県道292号金塚停車場線
- 新潟県道293号金塚停車場竹島線
- 新潟県道298号押廻加治線

- 新潟県道300号月岡停車場月岡線
- 新潟県道335号滝谷上赤谷線
- 新潟県道343号下長橋上館線
- 新潟県道392号鳥穴日渡線
- 新潟県道535号八幡新田島潟線

- 新潟県道544号次第浜新発田線
- 新潟県道545号紫雲寺菅谷線
- 新潟県道555号内ノ倉公園線

道の駅
- 加治川

## 名所・旧跡・観光スポット

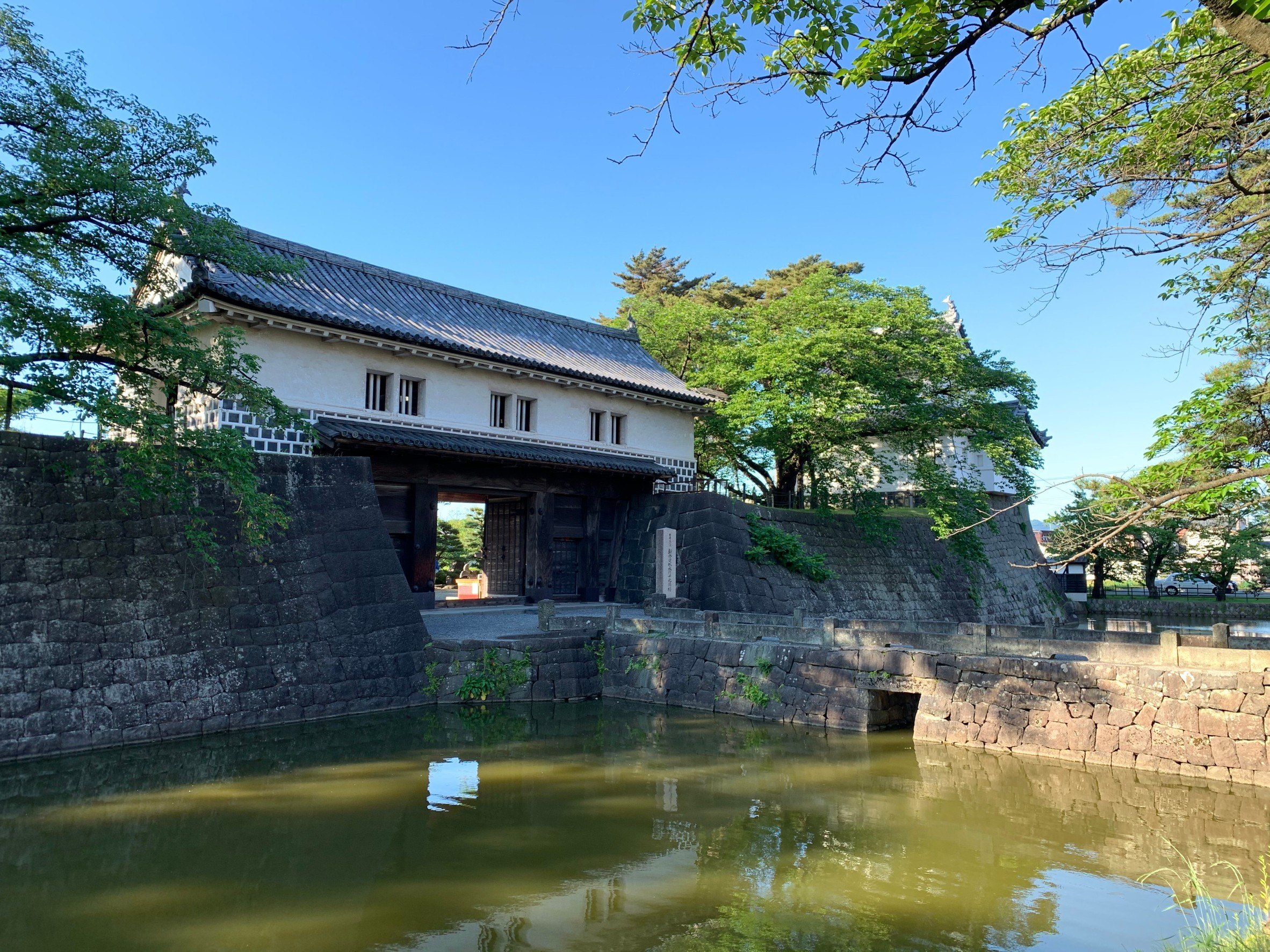
新発田城表門（国の重要文化財）

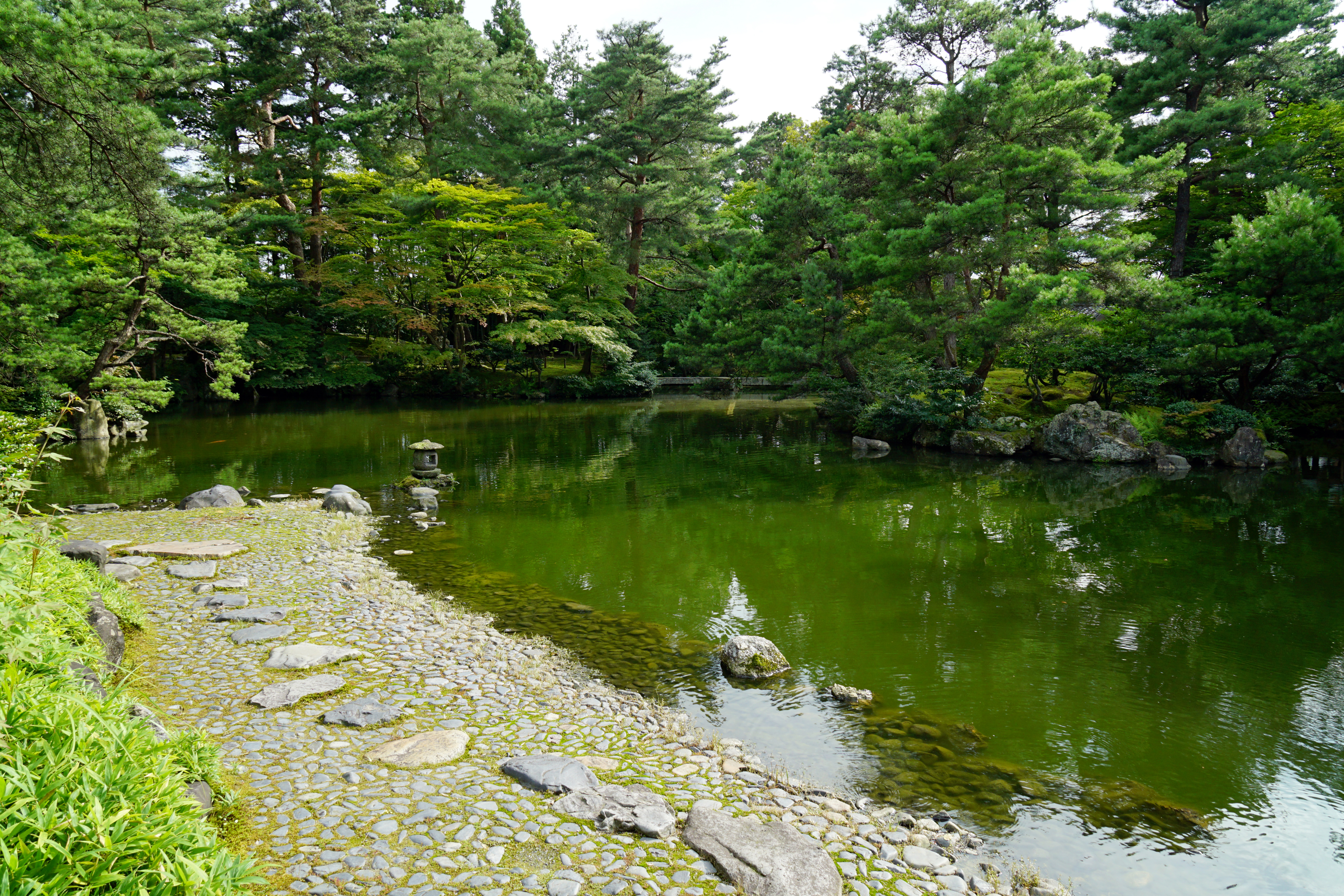
新発田藩下屋敷 清水園（国の名勝）

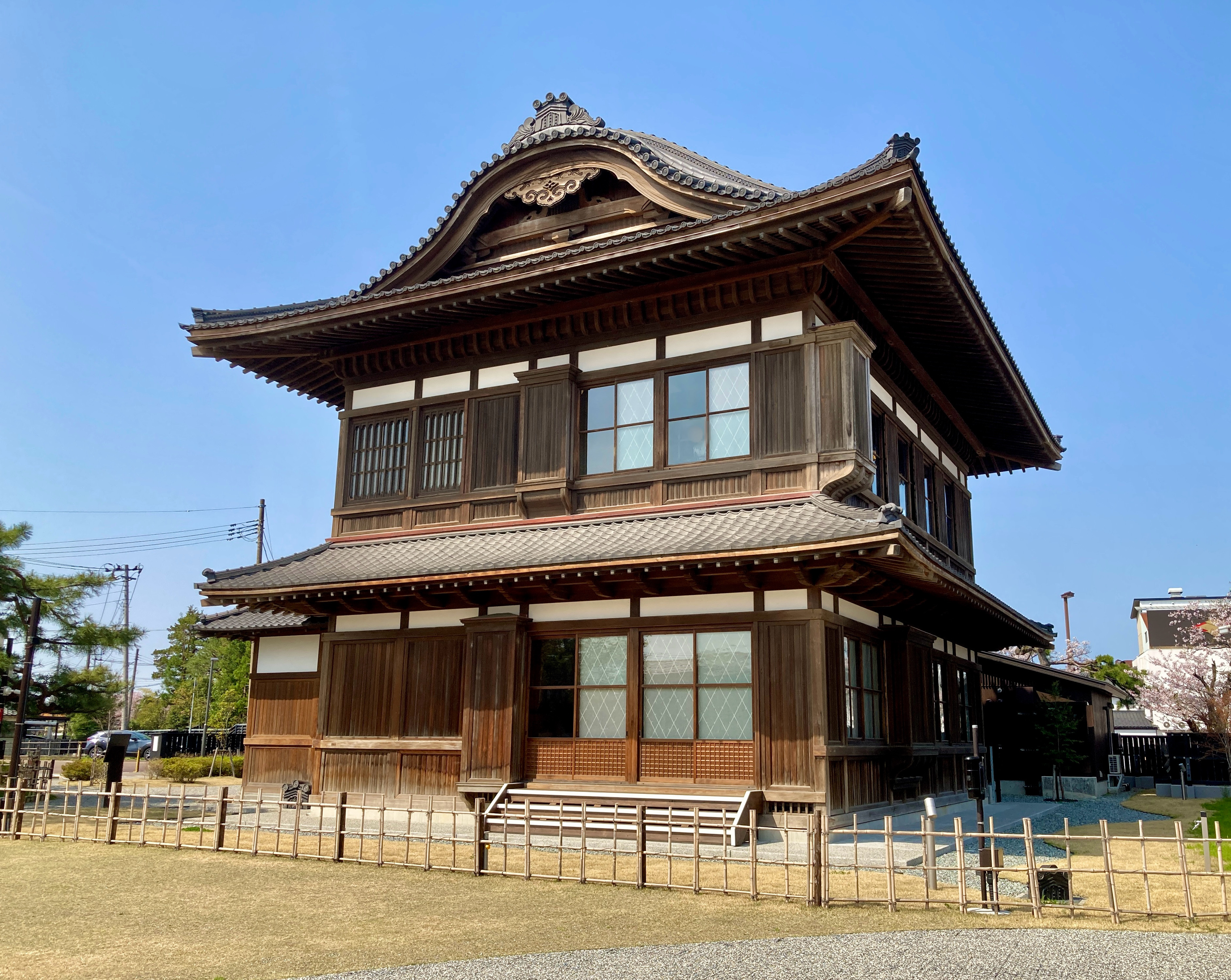
蔵春閣（国の登録有形文化財）

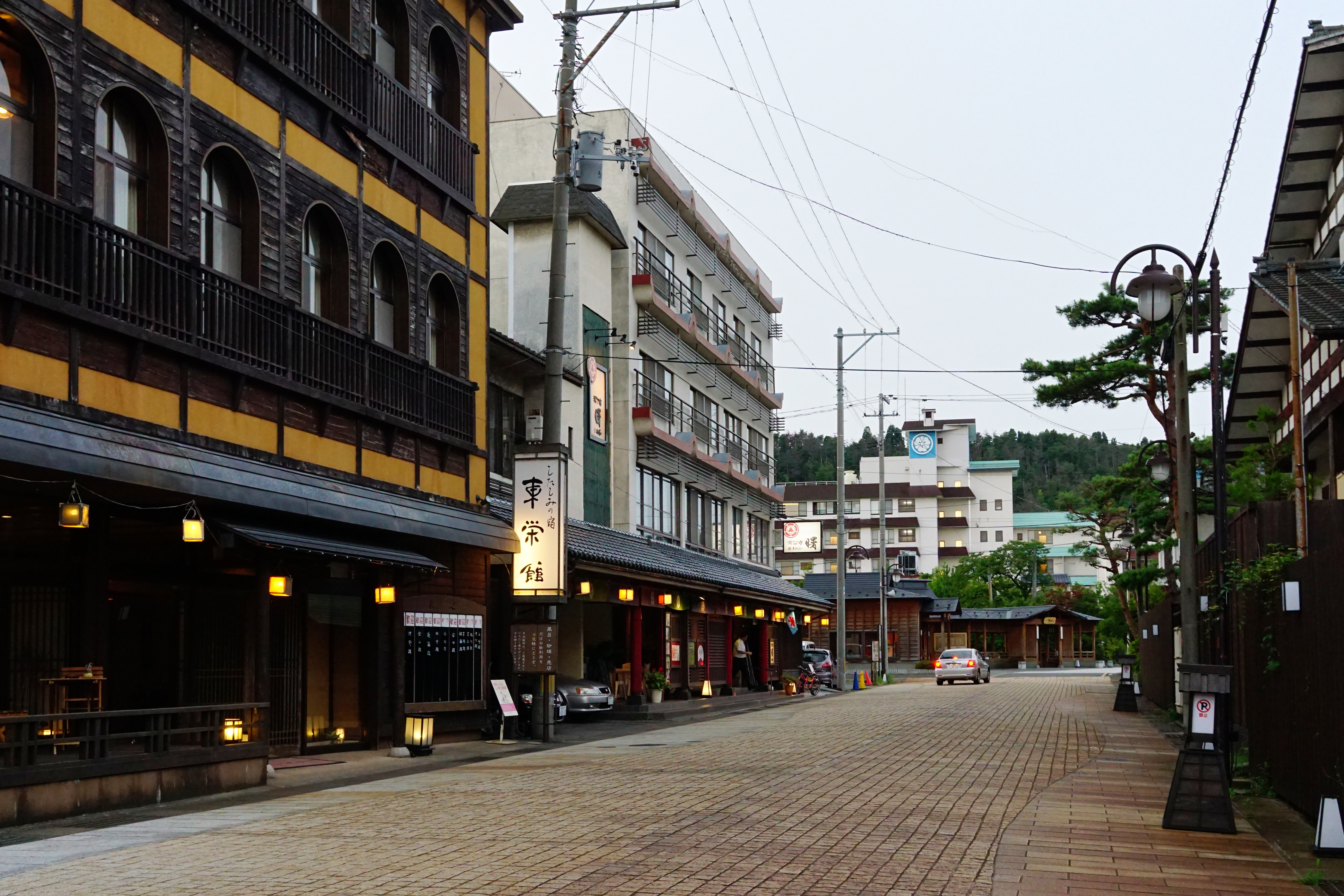
月岡温泉

### 新発田中心街
- 新発田城（表門と旧二の丸隅櫓は国の重要文化財）
- 新発田城址公園（日本の歴史公園100選）
- 白壁兵舎
- 新発田西公園
- 新発田藩下屋敷 清水園（国の名勝）・足軽長屋（国の重要文化財）
- 石泉荘（石崎邸）
- 体感型酒蔵リゾート「五階菱」（王紋酒造）
- 蔵春閣（大倉別邸）
- 諏訪神社
- 神明宮
- 寺町通りの寺院群（宝光寺、福勝寺など）
- 長徳寺
- 蕗谷虹児記念館
- 新発田カトリック教会（アントニン・レーモンド設計）

### 五十公野地区
- 五十公野御茶屋（国の名勝、日本の歴史公園100選）
- 五十公野公園
- 来迎寺
- 旧県知事公舎記念館

### 旧豊浦町
- 月岡温泉
  - 月岡カリオンパーク
  - 月岡わくわくファーム
- 豪農・市島邸
- フォレストカントリー倶楽部
- 中峰ゴルフ倶楽部

### その他
- 菊水酒造
- 新潟県立紫雲寺記念公園
  - 藤塚浜海水浴場
- 荒川剣龍峡
  - 剣龍峡キャンプ場
- 滝谷森林公園
- 二王子神社キャンプ場
- 新発田城カントリー倶楽部
- 百花の里「城山温泉」
- 紫雲ゴルフ倶楽部
- ノーブルウッドゴルフクラブ
- 赤谷サイクリングロード
- 大天城公園（ホタルの名所）
- 大友稲荷
- 菅谷寺（菅谷不動尊）
- 櫛形山脈
  - 橡平サクラ樹林（国の天然記念物）
- 内の倉ダム
- 湯の平温泉

## 祭事・催事
- 城下町しばた全国雑煮合戦（1月上旬、会場：新発田城址公園）
- 赤谷どんつきまつり（2月下旬）
- 月岡温泉どんどまつり（2月下旬）
- 新発田春まつり（4月、会場：新発田城址公園）
- 越佐招魂祭（5月3、4日）
- 五十公野公園あやめまつり（6月中旬〜7月上旬）
- 藤塚浜海上花火大会（8月中旬）
- 城下町新発田ふるさとまつり（8月27日〜29日）（祭りのメインである『帰り台輪』について）
- 内の倉ダム・堤体内部コンサート（10月）
- 義士祭（12月14日）

## 新発田市を舞台にした作品
小説
- 自叙伝（大杉栄、土曜社、2011年）
- 露の玉垣（乙川優三郎）
- 堀部安兵衛（池波正太郎）
- 裏切り-戊辰新潟港陥落す（中島欣也）

映画
- 十一人の賊軍（新発田藩が舞台）
- 新・雪国（月岡温泉がロケ地）
- ストロボ・エッジ（新発田高校がロケ地）
- ミスムーンライト（2017年、新発田市がロケ地）[34]

テレビドラマ
- 水戸黄門（各部）
- 3年B組金八先生ファイナル「最後の贈る言葉」

## 著名な出身者
- 青山杉作（俳優、演出家　旧紫雲寺町出身）
- 井伊誠一（弁護士・政治家）
- 五十嵐みずも（シンガーソングライター）
- 井上久助（新発田藩藩士）
- 大倉喜八郎（実業家）
- 市島徳治郎（地主、第四国立銀行発起人、貴族院議員）
- 大竹与茂七（新発田藩領中之島村の名主、義民）
- 大野誠（新発田藩士、長野県令）
- 笠原賢人（俳優。2019年の市のPRムービーに出演）
- 鹿島恵子（メゾソプラノ・アルト歌手）
- 加藤貴宏（俳優）
- 木津幸吉（写真家）
- 木竜麻生（女優）
- 櫛木理宇（小説家）
- 久米幸太郎（新発田藩藩士）
- 小柳牧衛（政治家 旧・北蒲原郡川東村出身）
- 笹川美和（歌手、旧紫雲寺町出身）
- 佐々木剛（俳優、仮面ライダー2号役）
- 佐藤和三郎（相場師）
- 三笑亭夢丸 (2代目)（落語家）
- 茂野雅道（作曲家）
- 治田陽（シンガーソングライター）
- 新発田綱貞（戦国時代の武将）
- 新発田長敦（戦国、安土桃山時代の武将）
- 新発田重家（戦国、安土桃山時代の武将）
- 渋谷康弘（ソムリエ）
- 末松正樹（洋画家）
- 杉山義法（脚本家）
- 鈴木直之（グラフィックデザイナー）
- たかたかし（作詞家）
- 高沢順子（女優）
- 高田真樹子（歌手）
- 高橋宏（公立大学法人首都大学東京理事長）
- 高橋光威（政治家）
- 高山景子（元新潟総合テレビアナウンサー、テレビ愛媛アナウンサー）
- 田口運蔵（共産主義者）
- 田宮高麿（新左翼の活動家）
- 熾仁親王妃董子（皇族）
- 坪川洹平（実業家・慈善家）
- 富樫勇樹（バスケットボール選手）
- 中山輝也（キタック創業者）
- 庭野ほのか（札幌テレビ放送アナウンサー）
- 野中柊（小説家）
- 服部敬吉（山形新聞社長・主筆、服部敬雄の父）
- 聖悠紀（漫画家）
- 平方恭子（元福島放送アナウンサー、フリーアナウンサー）
- 蕗谷虹児（画家）
- 堀慎吾 （プロ雀士・Mリーガー）
- 堀部武庸（赤穂浪士の一員。「高田馬場の決闘」で有名）
- 増田さと子 (フリーアナウンサー、女優)
- 松下芳男（社会主義者、軍事史学者）
- 間藤郁也（ラグビー選手）
- 三田村邦彦（俳優)
- 皆川伸一郎（実業家、ビーズインターナショナル代表取締役会長）
- 宮崎郁雨（歌人）
- 山川丙三郎（イタリア文学者、翻訳家）
- 豊山勝男（大相撲力士）
- 豊山広光（大相撲力士）
- KENTA（総合格闘家）
- 渡辺紘三（政治家、旧紫雲寺町出身）
- 渡辺栄（日本中央競馬会騎手・調教師。旧北蒲原郡本田村出身）

### 名誉市民
- 坪川洹平
- 天田昭次

## ゆかりのある人物
- 青柳卓雄（工学博士）：パルスオキシメーター発明者。幼少期を新発田市で過ごす。
- 市島謙吉（政治家）：越後国頸城郡水原出身。旧豪農市島家の人物。
- 伊藤蘭（歌手・俳優）：母方4代前が新発田藩の町人
- 今村均（陸軍大将）：旧制新発田中学（現新発田高等学校）卒業生。
- 大杉栄（思想家）：少年期を新発田でおくっている（『自叙伝』参照）。
- 大竹しのぶ（女優）：義民大竹与茂七の子孫
- 大庭みな子（小説家）：一時期新発田女子校（現西新発田高校）に在籍。
- 小和田恆（皇后雅子の父）：出生地が新発田。
- 加藤健（プロ野球選手）：聖籠町出身、新発田農業野球部出身。
- 加藤楸邨（俳人）：少年期に新発田で過ごす。
- 後藤十郎（陸軍軍人）：山形県出身。1935年、新発田歩兵第16連隊長に就任。
- 近衛十四郎（俳優）：長岡市出身、新発田歩兵第16連隊に入隊。
- 小柳冨次（日本海軍軍人）：旧豊栄市(現新潟市北区)出身。旧制新発田中学卒。
- 佐々木行（歌手）：ダークダックスのメンバー。小、中学校の9年間を新発田で過ごす。
- 佐々木盛綱（平安時代末期から鎌倉時代初期の武将）新発田地域の地頭職を拝領。
- 佐藤哲三（画家）：出身は長岡市であるが生涯のほとんどを新発田で過ごした。
- 関口和之（ミュージシャン）：旧水原町(現・阿賀野市)出身。新発田高等学校卒業生。
- 高橋秀山（柔道家）：秋田県出身、旧制新発田中学赴任時、全国制覇に導いた指導者。
- 寺田ヒロオ（漫画家）西蒲原郡巻町出身新発田市育ち。トキワ荘に住んだ漫画家達の一員。
- 野瀬清喜（柔道家）：旧京ヶ瀬村(現・阿賀野市)出身。新発田高等学校卒業生。
- 浜本喜三郎（陸軍軍人）：京都府出身。1931年、新発田歩兵第16連隊長に就任。
- 原久一郎（ロシア文学者）：旧水原町出身。旧制新発田中学卒。
- 本間雅晴（陸軍軍人）：旧畑野町(現佐渡市)出身。新発田歩兵第16連隊附、陸軍歩兵少尉任官。
- 溝口秀勝（大名）：初代新発田藩藩主。尾張国中島郡溝口(現・愛知県稲沢市)出身。
- 宮崎繁三郎（陸軍軍人）：岐阜県出身、新発田歩兵第16連隊隊長としてノモンハン事件に参戦。
- 宮崎繁樹（国際法学者）：法学者、明治大学元総長。父の宮崎繁三郎が新発田歩兵第16連隊隊長在任中に当地で出生。
- 村上幸子（演歌歌手）：旧荒川町（現・村上市）出身。新発田中央高等学校卒。
- 安田辰昭（高校野球指導者）：佐渡郡(現・佐渡市)出身。元新発田農業高等学校野球部監督。
- 吉屋信子（小説家）：少女期に新発田で過ごす。
- 渡辺良夫（元厚生大臣）：旧新潟2区選出衆議院議員。旧制新発田中学卒業生。

## 新発田の名物
- から寿司
- 新発田麩（『まんじゅう麩』は新潟県下越地方独特の形の麩）
- 地酒（新発田の蔵元については上記#市内の主な企業欄を参照）
- 蒸気パン
- 和菓子（『茄子のお菓子』など）
- 駅弁（新発田三新軒（三新軒）、現在の所在地は新潟市）
- オッチャホイ
- 小煮物（のっぺと同様の郷土料理）
- シバタサーカス